# تاكيشي كويكي
تاكيشي كويكي (باليابانية: 小池健؛ بالكانا: こいけ たけし) هو رسام رسوم متحركة ومانغاكا ومخرج ياباني، ولد في 26 يناير 1968 في كامينوياما في اليابان.

## وصلات خارجية
- تاكيشي كويكي على موقع IMDb (الإنجليزية)
- تاكيشي كويكي على موقع ألو سيني (الفرنسية)
- تاكيشي كويكي على موقع أول موفي (الإنجليزية)
- تاكيشي كويكي على موقع قاعدة بيانات الفيلم (الإنجليزية)
- تاكيشي كويكي على موقع كينوبويسك (الروسية)
- تاكيشي كويكي على موقع ANN person (الإنجليزية)